# Great Henny
Great Henny eller Henny Magna är en by och en civil parish i Braintree i Essex i England. Orten har 126 invånare (2001). Den har en kyrka.